# جيم وير
جيم وير (بالإنجليزية: Jim Weir)‏ (15 يونيو 1969 في المملكة المتحدة - ) هو مدرب كرة قدم ولاعب كرة قدم بريطاني في مركز الدفاع. لعب مع سانت جونستون وهارت أوف ميدلوثيان وهاميلتون أكاديميكال وBankfoot Athletic F.C. ‏ ونادي اربوراث وKinnoull F.C. ‏ وLuncarty F.C. ‏.

## وصلات خارجية
- جيم وير على موقع قاعدة بيانات كرة القدم.إي يو (الإنجليزية)
- جيم وير على موقع Soccerbase.com (لاعب) (الإنجليزية)
- جيم وير على موقع Soccerbase.com (مدرب) (الإنجليزية)